# Suturocythara
Suturocythara é um gênero de gastrópodes pertencente a família Mangeliidae.

## Gêneros
- Suturocythara redferni García, 2008

Espécies trazidas para a sinonímia
- Suturocythara apocrypha Garcia, 2008: sinônimo de Agathotoma apocrypha (Garcia, 2008) (combinação original)